# 釜石漁港

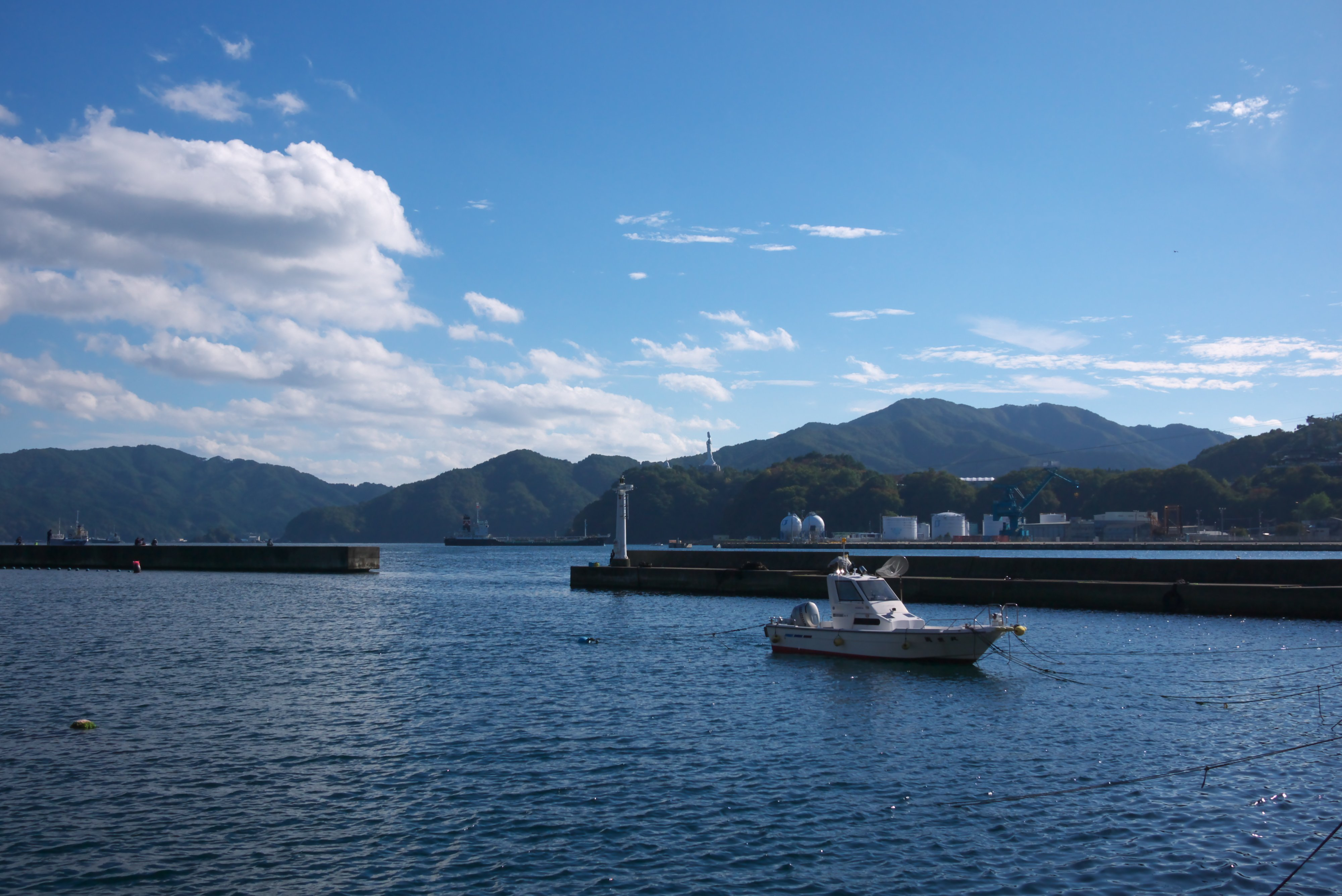
釜石漁港

釜石漁港（かまいしぎょこう）は、岩手県釜石市にある第3種漁港である。重要港湾である釜石港の一部を構成する。

## 概要
釜石漁港は重要港湾釜石港との区域が重複するいわゆる二重指定港であり、限られた区域の中で昭和28年度に着手した第1次漁港整備計画以来修築事業にて継続して効率的な施設整備が行われた。第9次漁港整備計画では主力漁業である定置網漁業等沿岸漁業の中心港として機能の拡充を図るため、係留施設や施設用地の整備を促進することとされている。
- 管理者 - 岩手県
- 漁業協同組合 - 釜石湾
- 組合員数 - 332名（2001年（平成13年）12月）
- 漁港番号 - 1330030

## 沿革
- 1951年10月17日 - 第3種漁港に指定

## 主な魚種
- サンマ
- サケ
- サバ

## 主な漁業
- 大型定置網漁業
- 敷網漁業（さんま棒受網）
- 引き網漁業
- はえなわ
- 釣り（いか釣り）